# Šlapanov
Šlapanov je obec v okrese Havlíčkův Brod v Kraji Vysočina. Žije zde 784 obyvatel. Obcí protéká říčka Šlapanka.

## Historie
První písemná zmínka o obci pochází z roku 1257, kdy patřila mezi jednu ze čtyř hornických vsí Lichtenburků, ze zápisu o desátkovém darování Smila z Lichtenburka. V roce 1278 byl vyjmut z horní pravomoci města Brodu. Díky nalezištím stříbra se ze Šlapanova stalo prosperující městečko, avšak úpadek těžby znamenal i úpadek osídlení. Do poloviny 14. století dolování pokračovalo za podpory německobrodského nákladníka Thunlina, avšak obec se zmenšovala až tak, že opět byla řazena pouze mezi vsi. V držení pánů z Lichtenburka a pánů z Lipé zůstal Šlapanov až do konce 13. století,, roku 1351 Šlapanov vlastnil měšťan Thunlin z Brodu, v roce 1413 se stal majitelem Jan z Pacova a Batelova, v roce 1455 jeho syn Havel. Od roku 1496 se obec stala součástí polenského panství. V letech 1548–1727 byla v majetku Německého Brodu, poté byla obec převedena pod střítežské panství. Roku 1874 zde místní občané založili Sbor dobrovolných hasičů.
V letech 1869-1880 spadala obec pod okres Polná, v letech 1880 patří pod okres Německý Brod (později Havlíčkův). Od roku 1961 Šlapanov spravuje jako místní část Šachotín. Německé obyvatelstvo bylo po roce 1945 na základě Benešových dekretů odsunuto a německý název vesnice Schlappenz změnili na současný Šlapanov.

## Přírodní poměry
Rozkládá se v Hornosázavské pahorkatině. Vsí protéká řeka Šlapanka, do níž se v katastru Šlapanova vlévají Pozovický a Šachotinský potok. Směrem na jihozápad od obce je odkryv biotitických migmatitů.

## Obyvatelstvo
Podle sčítání 1921 zde žilo v 77 domech 545 obyvatel, z nichž bylo 289 žen. 90 obyvatel se hlásilo k československé národnosti, 441 k německé. Žilo zde 542 římských katolíků a 3 příslušníci Církve československé husitské.
| Rok            | 1850 | 1869 | 1880 | 1890 | 1900 | 1910 | 1921 | 1930 | 1950 | 1961 | 1970 | 1980 | 1991 | 2001 | 2006 | 2014 |
| Počet obyvatel | 403  | 687  | 711  | 736  | 729  | 750  | 788  | 857  | 801  | 855  | 897  | 830  | 811  | 797  | 758  | 800  |

| Rok            | 1869 | 1880 | 1890 | 1900 | 1910 | 1921 | 1930 | 1950 | 1961 | 1970 | 1980 | 1991 | 2001 |
| Počet obyvatel | 439  | 472  | 498  | 487  | 513  | 545  | 621  | 649  | 689  | 730  | 677  | 702  | 683  |

## Místní části
Katastrální území obce čítá 1598 ha, z toho 864 ha patří Šlapanovu, 275 ha místní části Kněžská a 459 ha Šachotínu.

## Správa obce
Starosty či předsedy MNV od roku 1945 postupně byli:
- František Tichý (8. 5. 1945 – 3. 6. 1945), jako správce
- Josef Kaválek (4. 6. 1946 – 25. 5. 1946)
- Josef Kaválek (26. 5.1946 – 20. 4. 1947)
- Bedřich Šotola (30. 4. 1947 – 14. 11. 1947)
- Josef Kuna (15. 11. 1949 – 1951)
- Josef Lukeš (1951 – 1952)
- Jaroslav Kutlvašr (1952 – 1957)
- František Růžička (červen 1957 – červen 1964)
- Bohuš Kruntorád (14. 6. 1964 – 1969)
- Bohuslav Pavlíček (1969 – 1971)
- Bohumil Pospíchal (1971 – 1978)
- Antonín Vala (21. 5. 1979 – 10.10.1985)
- Jan Wasserbauer (11.10.1985 – 22. 3. 1993)
- Jaroslav Pospíchal (23. 3. 1993 – 3. 11. 2006)
- František Škorpík (od 4. 11. 2006 – 2.11.2014)
- Ing. Josef Pavlíček (od 3.11.2014 – 31.10.2018)
- Veronika Vyšinská (od 31.10.2018)

## Společnost
Obec zřizuje Základní školu a Mateřskou školu Šlapanov. Obecní úřad vydával měsíčník Šlapanovský občasník.

## Hospodářství a doprava
Nachází se zde zdravotní středisko, 2 obchody se smíšeným zbožím, 1 hostinec a pobočka České pošty, která tu sídlí od roku 1877. Šlapanov a Šachotín jsou plynofikovány. Funguje zde kabelová televize.
Leží podél silnice II. třídy č. 350 z Jihlavy do Přibyslavi. Do Polné, ležící 12 km jihovýchodně, a Havlíčkova Brodu, který se nachází 10 km směrem na severozápad, vedou silnice III. třídy. Od Přibyslavi leží obec 8 km jihozápadně.
Obcí prochází od roku 1871 železniční trať z Havlíčkova Brodu do Jihlavy, vybudovaná jako úsek Rakouské severozápadní dráhy, s železniční stanicí Šlapanov.

## Pamětihodnosti
- Kostel svatého Petra a Pavla
- Socha svatého Jana Nepomuckého – stojí na návsi, vybudována v barokním stylu v roce 1726[4]
- Kamenný kříž z roku 1851
- Kaple svaté Maří Magdalény – stojí severovýchodně od vsi, vznikla v roce 1865
- Hrob vojáků Rudé armády[10]

## Fotogalerie

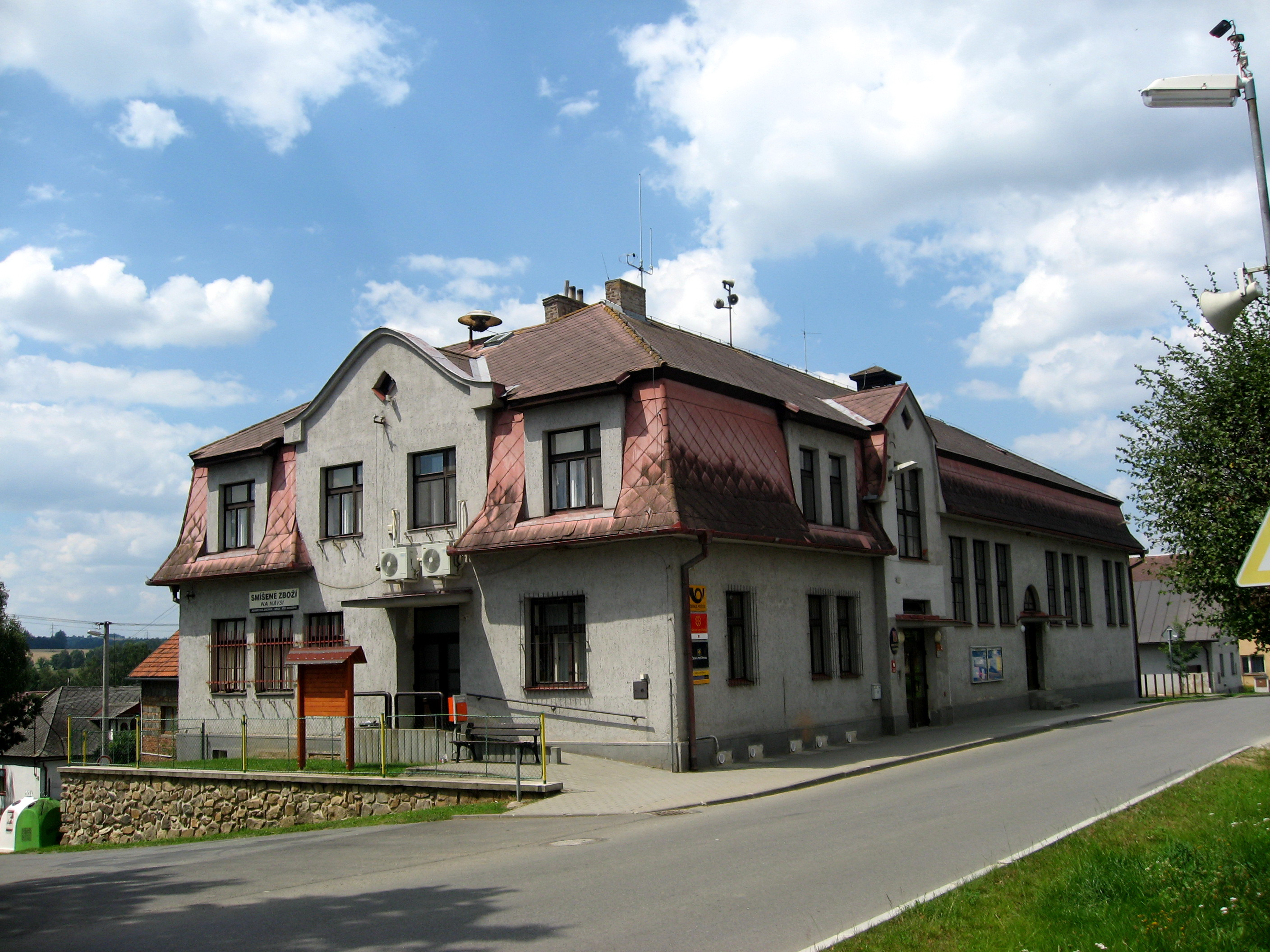
Obecní úřad, pošta, prodejna smíšeného zboží
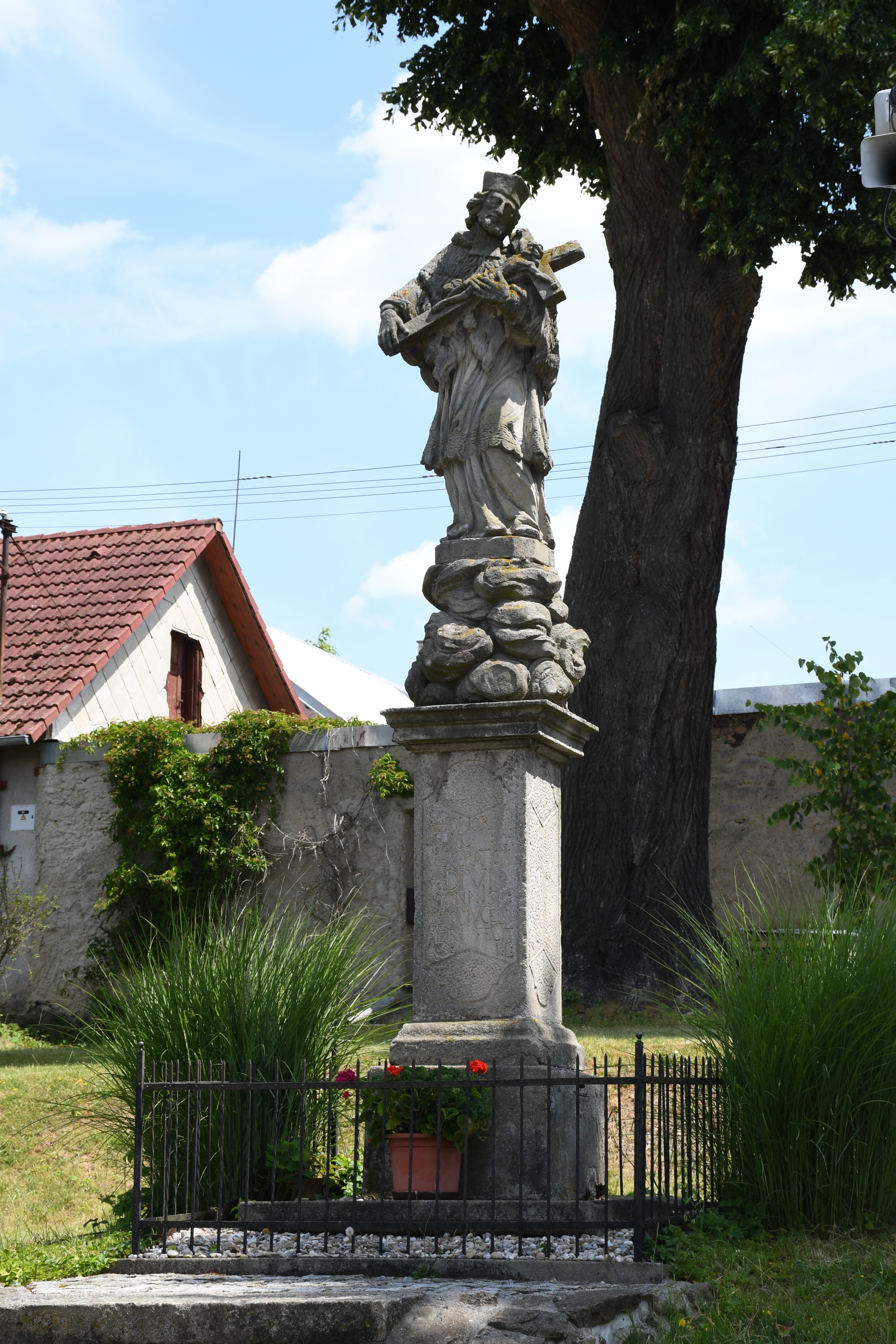
Socha Jana Nepomuckého
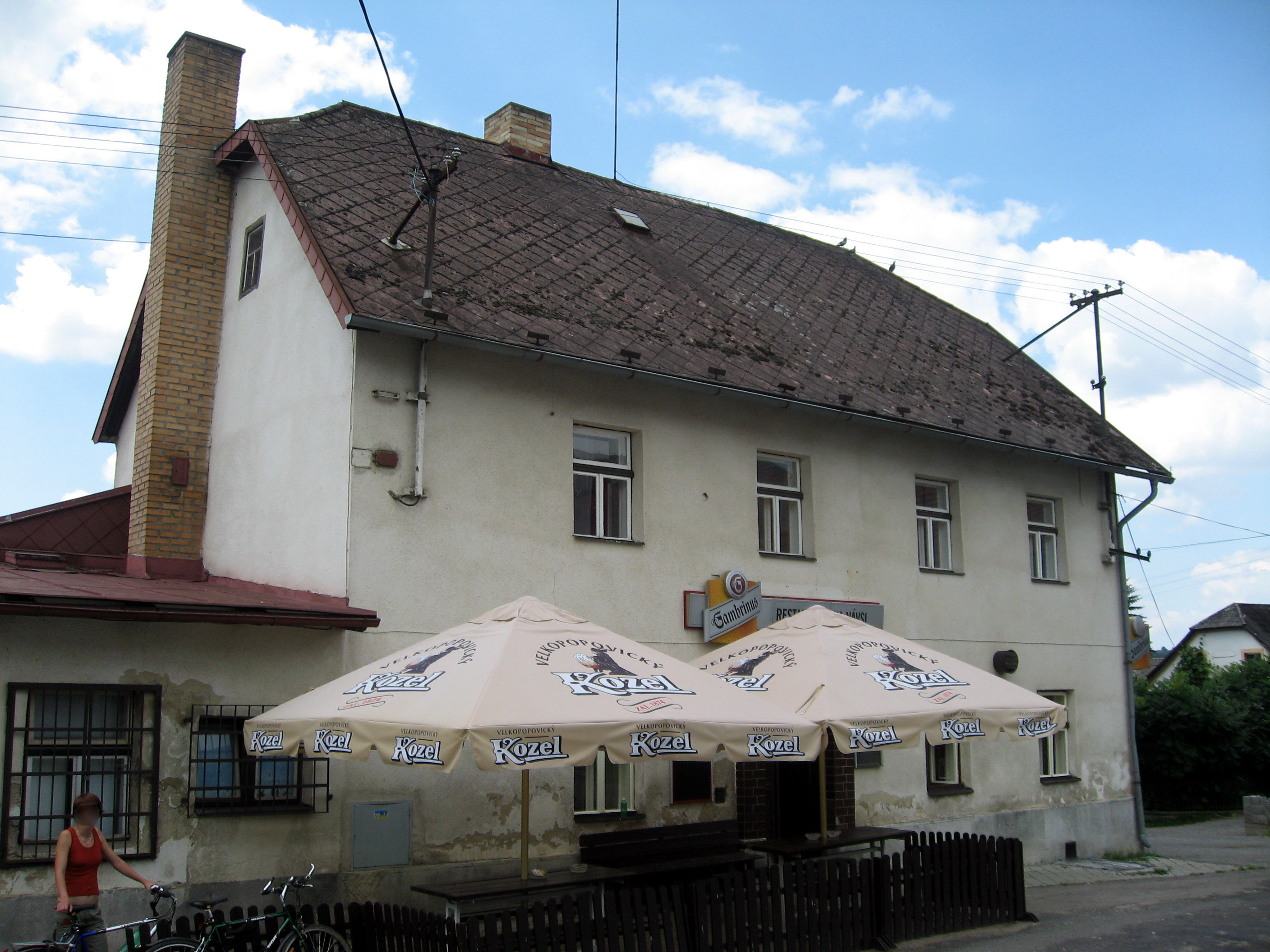
Restaurace Na Návsi
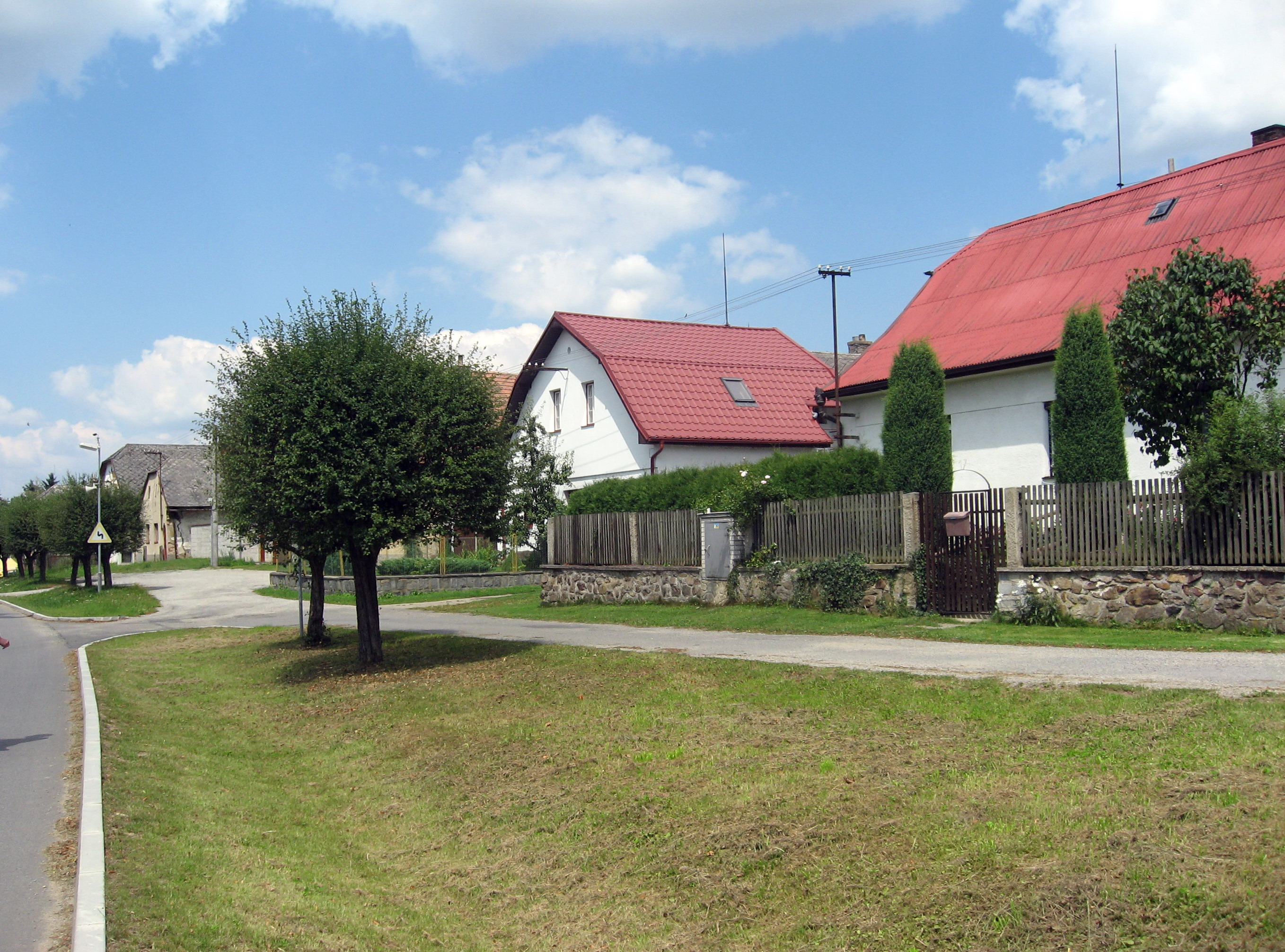
Zástavba u hlavní ulice

## Rodáci
- Docent Jiří Mašín (1923–1991) – historik a teoretik umění